# Elm Park (metrostation)
Elm Park is een station van de metro van Londen aan de District Line. Het metrostation, dat in 1935 is geopend, ligt in de plaats Elm Park.

## Geschiedenis
De London, Tilbury and Southend Railway (LT&SR) legde in 1885 een lijn aan tussen Barking en Pitsea door het gebied rond Elm Park, met stations bij Dagenham en Hornchurch. De Whitechapel and Bow Railway die werd geopend in 1902 verbond de District Railway(DR) met de LT&SR en maakte het mogelijk om de metro tot Upminster te laten rijden. In 1905 ging DR over op elektrische tractie waardoor de metro niet meer op het ongeëlektrificeerde deel ten oosten van East Ham kon rijden. In 1912 werd de LT&SR overgenomen door de London Midland and Scottish Railway (LMS). De Eerste Wereldoorlog betekende dat de elektrificatie vooralsnog niet verder kwam dan Barking. Na de oorlog onderzochten de DR en LMS de mogelijkheden om de metro weer tot Upminster te laten rijden. Ze kozen niet voor de elektrificatie van de bestaande sporen, maar voor de aanleg van eigen, elektrische, sporen voor de metro langs de noordrand van de lijn uit 1855. Deze sporen werden tussen 1929 en 1932 gelegd en kregen ook nieuwe stations bij de nieuwbouwwijken die toen in aanbouw waren. Drie van de nieuwe metrostations kwamen op maaiveld niveau en werden gebouwd volgens hetzelfde ontwerp. Upney en Dagenham Heathway werden samen met de metrosporen op 12 september 1932 geopend, Elm Park volgde op 13 mei 1935 ongeveer tegelijk met de oplevering van de woningbouw aldaar. In 1933 werd het openbaar vervoer in Londen genationaliseerd in de London Passengers Transport Board, die de District Railway omdoopte in District Line.

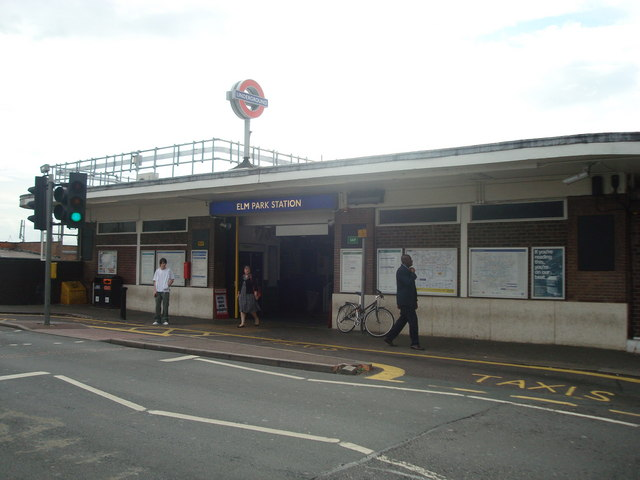
Het stationsgebouw aan de The Broadway.
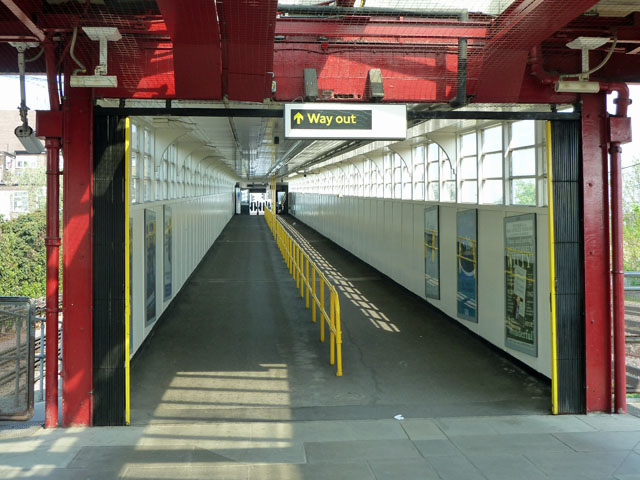
De overdekte helling tussen perron en stationshal.
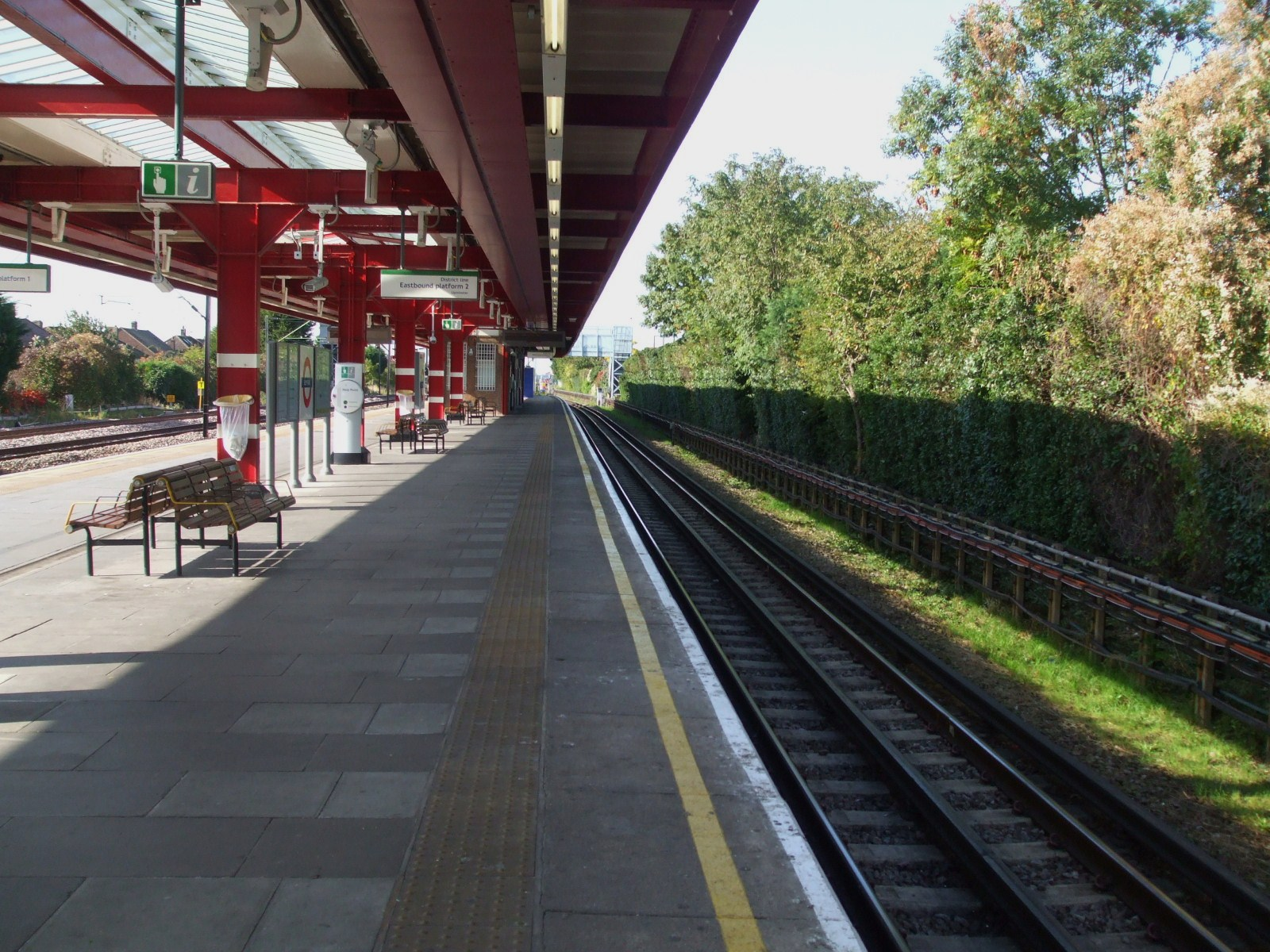
Een blik naar het westen.

## Ligging en inrichting
Het station ligt aan de District Line op 4 kilometer van Upminster in het oosten en 30 kilometer van Earl's Court in het centrum van Londen, waar de lijn zich opsplitst in verschillende takken. Het stationsgebouw, in de voor de jaren 30 typerende stijl, heeft, in afwijking van de andere twee, een ingang in het midden in het verlengde van de overdekte helling naar het station. Deze helling is ook iets breder dan bij de eerder gebouwde twee. Het stationsgebouw ligt haaks op de sporen langs het viaduct van de kruisende The Broadway. Toen het geopend werd was er een hokje voor de kaartcontrole met tijdens de spits kaartverkoop aan beide zijden, in de daluren werd een kant gebruikt voor de verkoop en de andere kant voor de inname van kaartjes. Het loket in de stationshal handelde ook een pakketdienst af en had een bedieningspaneel voor de elektrische voorzieningen. Het voormalige loket is later gebruikt als winkel, schakelkamer en computerruimte. Het station had centrale verwarming die werd gerealiseerd met een kolenketel onder de stationshal, een kolenkoker uit een mangat op straat werd gebruikt om kolen te leveren. De ketel werd later omgebouwd naar gas, dit is allemaal verwijderd toen het nieuwe loket gebouwd werd voor de kaartverkoop van de metro.
Het station is genoemd naar de wijk Elm Park die in de jaren 30 rond het station werd opgetrokken. De directe omgeving is een druk, compact winkelgebied, omringd door uitgebreide woonwijken in het noorden en zuiden.

## Reizigersdienst
Het station bevindt zich in tariefzone 6 van Londen en kent, naast de metro, busdiensten naar Collier Row, Havering Park, Hornchurch, Lakeside Shopping Centre, Orchard Village, Rainham en Romford. 
In westelijke richting rijdt de metro van ongeveer 05.00 tot 23.45 uur en naar Upminster van ongeveer 06.00 tot 01.30 uur. De reistijd naar Upminster is zeven minuten, naar Barking ongeveer dertien minuten, en naar Tower Hill duurt ongeveer 38 minuten. In de daluren rijden twaalf metro's per uur naar Upminster en twaalf naar Earl's Court, waarvan er zes doorgaan naar Ealing Broadway en zes naar Richmond. In het spitsuur loopt het aantal treinen per uur op tot vijftien en rijden er enkele metro's via Earl's Court naar Wimbledon. 